# Black and White Rainbows
Black and White Rainbows —en español: Arco iris blanco y negro— es el séptimo álbum de estudio de la banda británico Bush. Fue publicado el 10 de marzo de 2017. Esto marca el tercer álbum de estudio de la banda en su encarnación actual (Gavin Rossdale, Robin Goodridge, Chris Traynor, Corey Britz). Posteriormente se lanzó una edición de lujo que contiene dos temas inéditos: el sencillo This Is War y Alien Language.
Es el último álbum que cuenta con el baterista de toda la vida Robin Goodridge, el único miembro además de Rossdale que había tocado en todos los álbumes que datan de su debut en 1994, Sixteen Stone, que lanzó la carrera de la banda. También fue el único miembro de toda la vida en unirse a Bush después de su pausa de 2002-2010.

## Lista de canciones
| N.º | Título                      | Duración |  |
| 1.  | «Mad Love»                  | 3:30     |  |
| 2.  | «Peace-s»                   | 4:25     |  |
| 3.  | «Water»                     | 3:29     |  |
| 4.  | «Lost in You»               | 4:17     |  |
| 5.  | «Sky Turns Day Glo»         | 4:22     |  |
| 6.  | «Toma Mi Corazón»           | 4:04     |  |
| 7.  | «All the Worlds Within You» | 3:36     |  |
| 8.  | «Nurse»                     | 3:50     |  |
| 9.  | «The Beat of Your Heart»    | 3:00     |  |
| 10. | «Dystopia»                  | 2:58     |  |
| 11. | «Ray of Light»              | 3:09     |  |
| 12. | «Ravens»                    | 3:28     |  |
| 13. | «Nothing but a Car Chase»   | 3:41     |  |
| 14. | «The Edge of Love»          | 4:24     |  |
| 15. | «People At War»             | 5:29     |  |

## Posicionamiento en lista
| Lista (2017)                        | Posiciones |
| ----------------------------------- | ---------- |
| Bélgica (Ultratop flamenca)         | 173        |
| Suiza (Schweizer Hitparade)         | 75         |
| Reino Unido (UK Albums Chart)       | 63         |
| Estados Unidos (Independent Albums) | 21         |

## Personal
- Gavin Rossdale - Voz principal, guitarra, coros
- Chris Traynor - guitarra
- Robin Goodridge - tambores
- Corey Britz - bajo